# Памліко (округ, Північна Кароліна)
Шаблон:StateAbbr_ 35°09′ пн. ш. 76°40′ зх. д. / 35.15° пн. ш. 76.67° зх. д.
Округ Памліко (англ. Pamlico County) — округ (графство) у штаті Північна Кароліна, США. Ідентифікатор округу 37137.

## Історія
Округ утворений 1872 року.

## Демографія
За даними перепису 
2000 року 
загальне населення округу становило 12934 осіб, усе сільське.
Серед мешканців округу чоловіків було 6513, а жінок — 6421. В окрузі було 5178 домогосподарств, 3718 родин, які мешкали в 6781 будинках.
Середній розмір родини становив 2,81.
Віковий розподіл населення поданий у таблиці:
| Стать    | До 15 років | 15-21 | 22-29 | 30-39 | 40-49 | 50-65 | 65-85 | Понад 85 |
| -------- | ----------- | ----- | ----- | ----- | ----- | ----- | ----- | -------- |
| Чоловіки | 1138        | 506   | 608   | 895   | 1012  | 1279  | 1022  | 53       |
| Жінки    | 1066        | 469   | 436   | 755   | 975   | 1366  | 1155  | 199      |

## Суміжні округи
- Бофорт — північ
- Гайд — північний схід
- Картерет — південний схід
- Крейвен — південний захід

## Виноски
1. ↑  U.S. Decennial Census. United States Census Bureau. Процитовано 18 січня 2015.
2. ↑  Historical Census Browser. University of Virginia Library. Архів оригіналу за 11 серпня 2012. Процитовано 18 січня 2015.
3. ↑  Forstall, Richard L., ред. (27 березня 1995). Population of Counties by Decennial Census: 1900 to 1990. United States Census Bureau. Процитовано 18 січня 2015.
4. ↑  Census 2000 PHC-T-4. Ranking Tables for Counties: 1990 and 2000 (PDF). United States Census Bureau. 2 квітня 2001. Процитовано 18 січня 2015.
5. ↑  State & County QuickFacts. United States Census Bureau. Архів оригіналу за 7 червня 2011. Процитовано 29 жовтня 2013.(англ.) Наведено за англійською вікіпедією.
6. ↑  American FactFinder. Бюро перепису населення США. Архів оригіналу за 26 лютого 2012. Процитовано 31 січня 2008.

| США | Це незавершена стаття з географії США. Ви можете допомогти проєкту, виправивши або дописавши її. |